# 8307 Пельтан
8307 Пельтан (8307 Peltan) — астероїд головного поясу, відкритий 5 березня 1995 року.
Тіссеранів параметр щодо Юпітера — 3,681.